# Paolo Garbisi
Paolo Garbisi (* 26. April 2000 in Venedig) ist ein italienischer Rugby-Union-Spieler. Er spielt auf den Positionen des Verbinders und Innendreiviertel für den französischen Verein RC Toulon und die Italienische Rugby-Union-Nationalmannschaft. Sein jüngerer Bruder Alessandro Garbisi ist ebenfalls italienischer Rugby-Nationalspieler.

## Biographie

### Clubkarriere
Paolo Garbisi wurde am 26. April 2000 in Venedig geboren. Er lernte das Rugby spielen beim Club Mogliano Rugby SSD, bevor er in der Saison 2018–2019 in die Academy der Federazione Italiana Rugby wechselte.
Nach einem Wechsel zu Petrarca Padoue wurde er für das Ende der Pro14 Saison 2019/20 als permit player an das Franchise Benetton Rugby Treviso ausgeliehen. Er schloss sich diesen für die Saison 2020/21 schließlich mit einigen seiner späteren Nationalmannschaftskollegen zusammen an.
2021 gewann er zusammen mit Benetton Treviso im Finale gegen die südafrikanischen Bulls den Pro14 Rainbow Cup.
Daraufhin wurde Garbisi ab der Saison 2021/22 vom französischen Top 14 Verein Montpellier Hérault auf zwei Jahre verpflichtet. In seiner ersten Saison erreichte der Club das Halbfinale der Liga und konnte sich dort gegen Union Bordeaux Bègles durchsetzen. Garbisi startete sowohl das Halbfinale, als auch das Finale als Verbinder seiner Mannschaft. Im Finale am 24. Juni 2022 setzte seine Mannschaft sich mit einem 29:10-Sieg gegen Castres Olympique durch, Garbisi erzielte dabei fünf Punkte. Er hatte damit in der Saison 21 Spiele für Montpellier Hérault gespielt und insgesamt 167 Punkte erzielt.
In der folgenden Saison spielte Garbisi nach der Verpflichtung von Louis Carbonel die meisten Spiele für seinen Club auf der Position des Innendreiviertel. Er spielte dabei 22 Spiele und erzielte 53 Punkte.
Im Februar 2024 gab sein Club in Montpellier seinen sofortigen Wechsel zum RC Toulon bekannt. Garbisi sei von dem frühzeitigen Wechsel mitten in der laufenden Saison selbst überrascht worden.

### Karriere in der Nationalmannschaft
Paolo Garbisi durchlief fast alle Jugendstadien der Italienischen Rugby-Nationalmannschaft und war unter anderem an einem Überraschungssieg gegen die U18-Auswahl aus England beteiligt

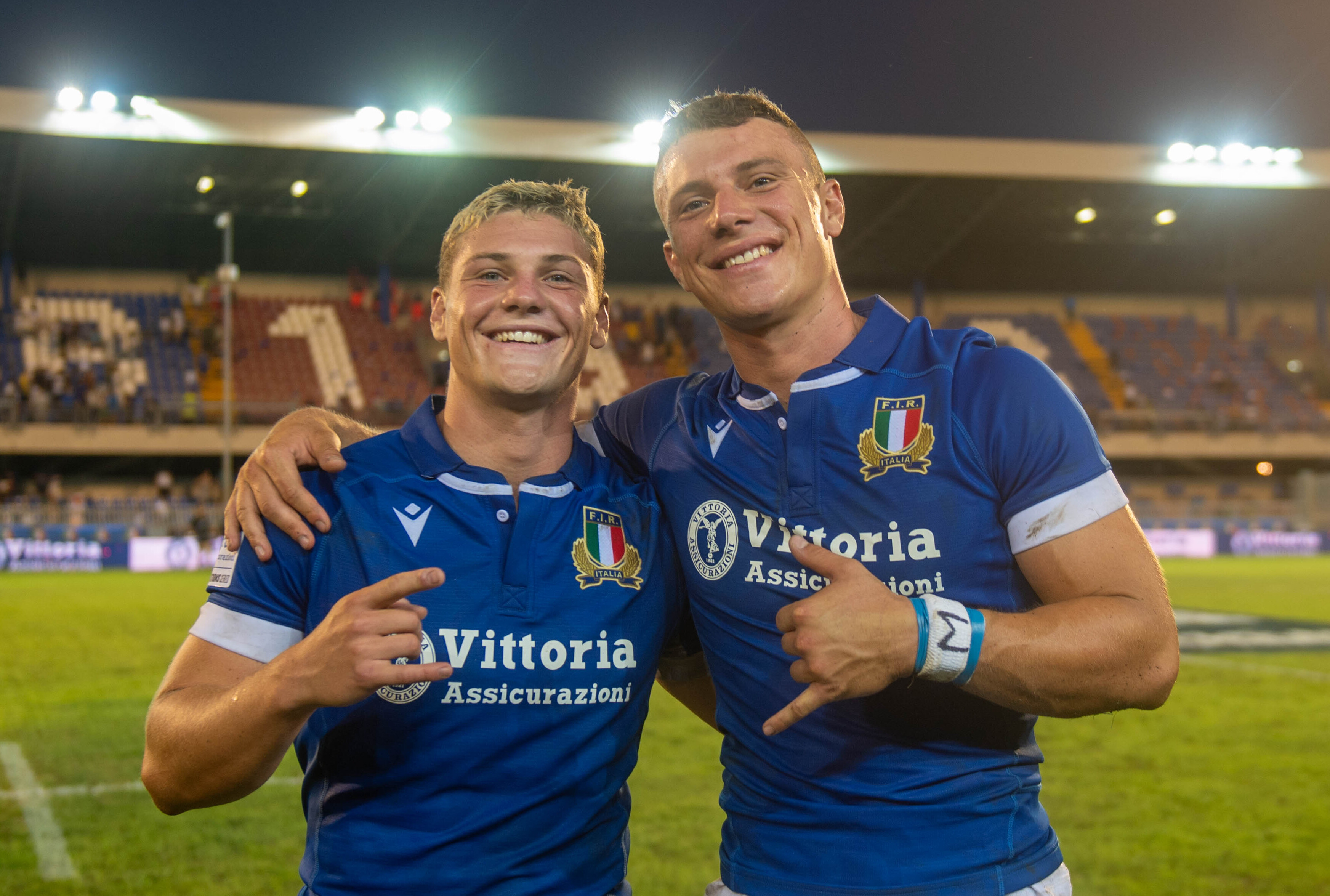
Paolo Garbisi mit seinem Bruder Alessandro bei einem gemeinsamen Einsatz für ihre Nationalmannschaft.

Er wurde 2019 in die Italienische U20-Auswahl für die U20 Six Nations berufen. Im Juni desselben Jahres nahm er ebenfalls mit einer U20-Auswahl an der Rugby-Union-Juniorenweltmeisterschaft in Argentinien teil.
Im Juli 2020 wurde er das erste Mal von Franco Smith in die Italienische Rugby-Union-Nationalmannschaft berufen. Sein Debüt für Italien gab er im Oktober 2020. Er hat sich seitdem als Stammspieler etabliert.
Im August 2023 wurde er in den Kader der Nationalmannschaft berufen, um sich auf die Rugby-Union-Weltmeisterschaft 2023 in Frankreich vorzubereiten. Er startete alle vier Spiele und erzielte einen Versuch.
Im Januar 2024 wurde er in den italienischen Six Nations Kader berufen. Am ersten Spieltag gegen England bildete er das erste Mal in einem Six Nations Turnier zusammen mit seinem Bruder Alessandro das Scharnier des Teams.

## Erfolge
- Gewinner des Pro14 Rainbow Cup 2021 mit Benetton Tréviso.
- Sieger der Top 14 2022 mit Montpellier Hérault.